# Сапиранга
Сапиранга (порт. Sapiranga) — муниципалитет в Бразилии, входит в штат Риу-Гранди-ду-Сул. Составная часть мезорегиона Агломерация Порту-Алегри. Находится в составе крупной городской агломерации Агломерация Порту-Алегри. Входит в экономико-статистический микрорегион Порту-Алегри. Население составляет 78 996 человек на 2006 год. Занимает площадь 137,519 км². Плотность населения — 574,4 чел./км².

## История
Город основан 28 февраля 1955 года.

## Статистика
- Валовой внутренний продукт на 2003 год составляет 804 395 042,00 реалов (данные: Бразильский институт географии и статистики).
- Валовой внутренний продукт на душу населения на 2003 год составляет 10 797,54 реалов (данные: Бразильский институт географии и статистики).
- Индекс развития человеческого потенциала на 2000 год составляет 0,806 (данные: Программа развития ООН).

## География

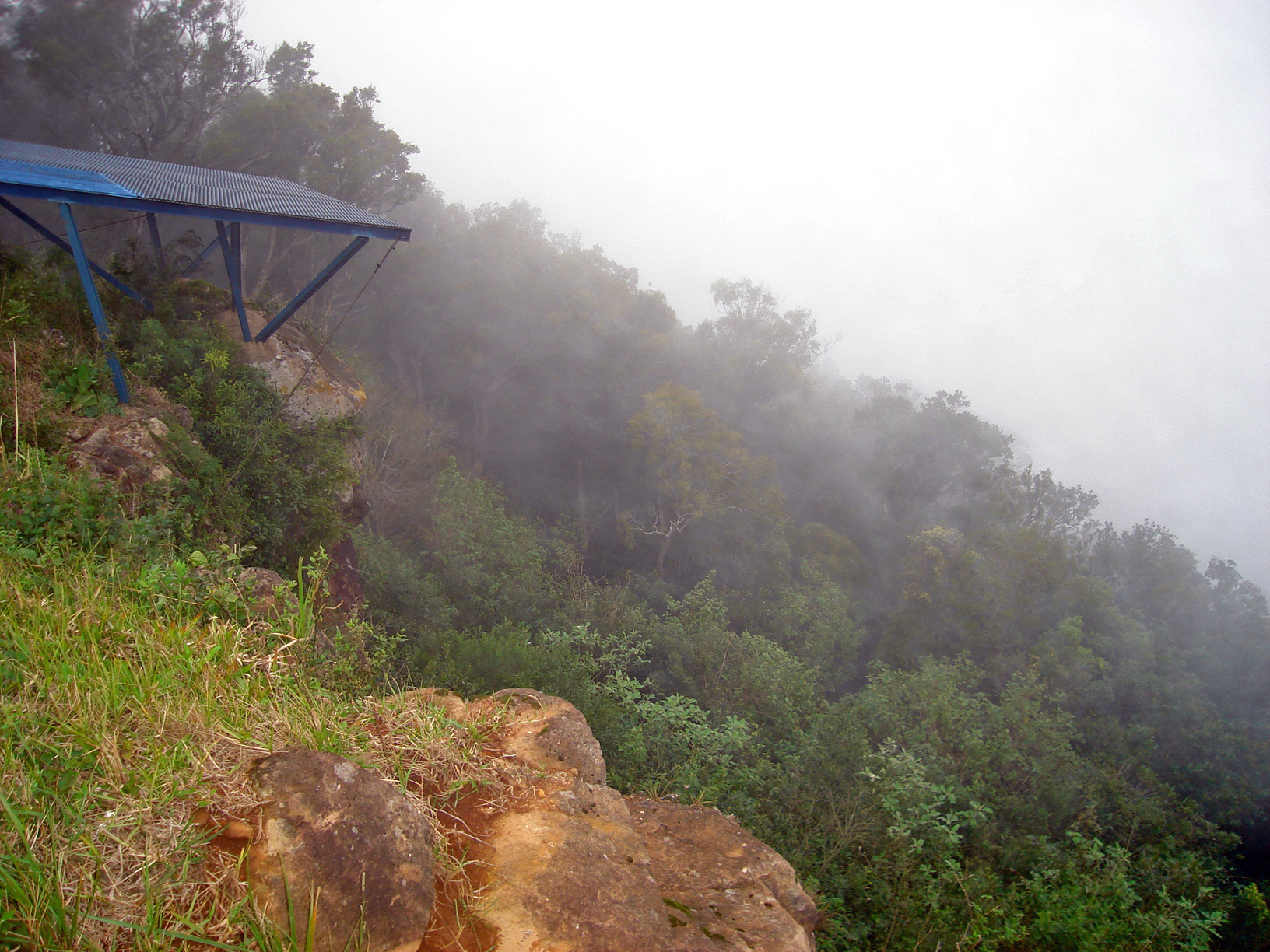

Климат местности: субтропический.